# Джиованни, Джой
Джой Джиованни (род. 20 января 1982 года) — американская модель, актриса и бывшая профессиональная рестлерша, ранее выступающая в WWE. Помимо этого выполняла функцию валета. Выступала на арене SmackDown!, а в 2005 году завоевала награду «Лучшая Дива-Новичок».

## Карьера в профессиональном реслинге

### World Wrestling Entertainment (2004—2005, 2009)
В 2004 году, Джованни приняла участие в конкурсе WWE — «Поиск Див». Несмотря на то, что Джованни заняла только третье место, WWE предложили Джой контракт через несколько дней после её вылета. Джованни дебютирует на «SmackDown!», где отыгрывает второстепенные роли. Через неделю после своего дебюта, Джованни вместе с Биг Шоу празднуют День Благодарения, но праздник прервал Лютер Рейнс. На следующем шоу, Джованни была назначена ответственной за гонг. Во время матча, Рейнс насильно заставлял Джованни пойти с ним на свидание, но девушка была спасена Биг Шоу. Через некоторое время, Брэдшоу стал проявлять знаки внимания к Джованни, что не понравилось Эми Уэбер. Её недовольство привело к драке между дивами. На шоу от 6 января 2005 года, Джованни отказалась подписывать петицию Карлито, за что тот плюнул ей в лицо изжёванным куском яблока. Позднее, тем же вечером, Курт Энгл шёл на встречу с Уэбер, но в её гримёрной наткнулся на Джованни, принимающую душ. Испуганная, она попала прямо в руки Биг Шоу, который после начал слежку за Энглом. Как позже выяснилось, это дело рук Лэйфилда, который поменял таблички гримёрок див, перед приходом Энгла. Вскоре, JBL прячет Джованни в багажнике своего лимузина, в то время, когда между ней и Уэбер должен был состояться матч. Из-за неявки соперницы, Уэбер получила техническую победу. Позже, Джованни находит Энгл. Узнав правду, Биг Шоу избил Лэйфилда. После ухода Уэбер из WWE, уже на No way Out Джованни побеждает Мишель Маккул, Лорен Джонс и Рошель Лауэн в матче за звание Лучшая Дива-Новичок. В связи с сокращением бюджета, Джованни и ещё несколько рестлеров были уволены из WWE
Джиованни возвращается на РестлМанию XXV где участвует в «Королевской Битве Див» за титул «Мисс РестлМания» Помимо неё, участие в битве приняли ещё 24 дивы, и нынешние, и бывшие. Джиованни была выбита второй, Сестрами Белла.

## Другие проекты
В 2001 году, Джованни выигрывает конкурс L.A. Model Expo. А также была участницей Lingerie Bow в 2004 и 2005 году, помимо этого снялась в фильмах Инстинкт против Разума и Когда всего остального нет. Джованни снялась в музыкальном клиппе группы Avenged Sevenfold The Beast and The Harlot.В рамках подготовки к Рестлмании, Джованни приняла участие в съёмках множества промовидео.

## Личная жизнь
Джованни итальянского происхождения. С января 2010 года, она проходила стажировку у мануального терапевта в Лос-Анджелесе, штат Калифорния Также, она проходила переаттестацию по массажной терапии для своего бизнес-проекта. В 2014 году, она открыла свой бизнес в сфере массажной терапии в Сан-Диего, штат Калифорния..
У Джованни есть сын (род. 20 октября 1998 года).

## В реслинге
- Любимые приёмы
  - Thesz Press[3]
  - Slap[2]
  - Throat thrust[3]
- Была менеджером рестлеров
  - Биг Шоу[7]
- Музыкальные темы
  - «Only Love Can Do It» by Jim Wolfe[1] (2004—2005)

## Титулы и достижение
- Карьера модели

- L.A. Modeling Expo. (2001)

- World Wrestling Entertainment
  - Дива-Новичок года (2005)